# Trang viên ở Piotrowo, Poznań

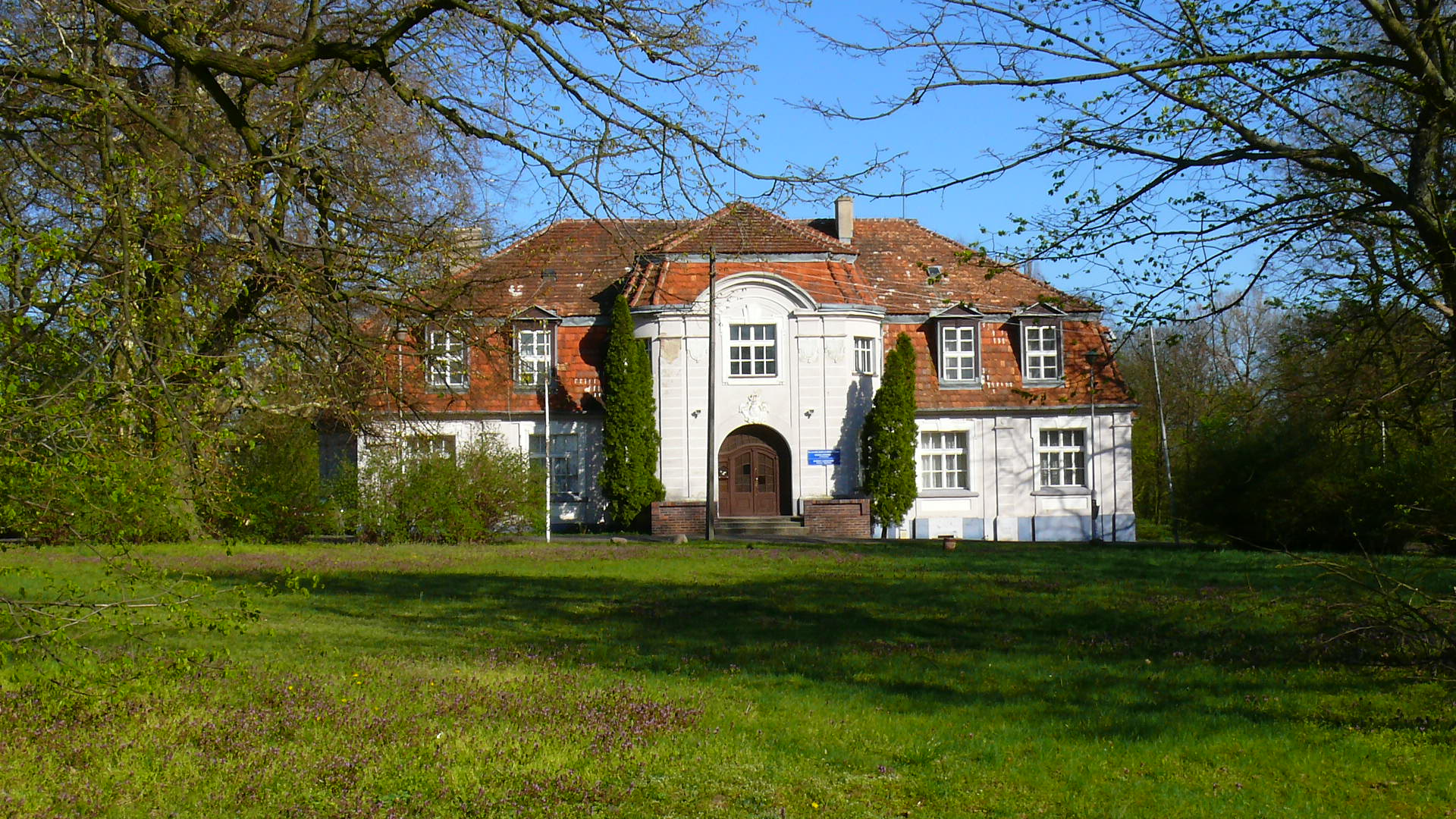
Trang viên ở Piotrowo, Poznań (2007)

Trang viên ở Piotrowo, Poznań (tiếng Ba Lan: Dwór na Piotrowie w Poznaniu) là một dinh thự một tầng được xây dựng vào năm 1907, tọa lạc ở khu nhà Piotrów, thành phố Poznań, Ba Lan. Trang viên có tên trong sổ đăng ký di tích.

## Sơ lược lịch sử hình thành
Trang viên có nhiều chủ sở hữu, thay đổi qua các thời kỳ, gồm: Piotrowski, Czacki, Policki, Ossowski, Kęszycki, Sypniewski và cuối cùng là Antoni Unrug - một viên tướng của Quân đội Ba Lan thời Đệ nhị Cộng hòa Ba Lan (từ đầu thế kỷ 20). Ban đầu, vào giữa thế kỷ 19, từng có một trang viên kiên cố được lợp bằng tranh ở đây. Tuy nhiên, viên tướng Antoni Unrug đã quyết định thay thế trang viên cũ bằng một trang viên mới. Trang viên mới này do kiến trúc sư Roger Sławski chịu trách nhiệm thiết kế và chính thức được xây dựng vào năm 1907.

## Kiến trúc
Dinh thự một tầng này được phủ bởi mái mansard (các mặt của mái nhà đối xứng với nhau). Phần sảnh chính được bố trí ở khu vực trung tâm tòa nhà. Trong những năm 1970 và 1990, trang viên được tân trang toàn bộ, đơn giản hóa các chi tiết so với thiết kế bán đầu. Xung quanh trang viên là một công viên rộng 5 ha với nhiều ao nước dùng để nuôi vịt. Bên cạnh đó, trang viên còn có một trang trại. Đây là một trong những trang viên được bảo tồn tốt nhất ở thành phố Poznań.